# Profazio Canta Buttitta: il treno del sole
Profazio Canta Buttitta: il treno del sole è il terzo album discografico di Otello Profazio pubblicato in Italia nel 1964.

## Descrizione
Venne pubblicato dalla Fonit Cetra (a nome Otello Ermanno Profazio) e ristampato nel 1976 dalla Elca Sound.
L'incontro con il poeta Ignazio Buttitta segna una svolta nella continua ricerca folkroristica di Profazio, il quale, anche su invito dello stesso poeta, musica alcune delle sue composizioni liriche più famose e pungenti come "il treno del sole", ispirata alla tragedia di Marcinel ove perse la vita oltre agli altri un certo Salvatore Scordo, minatore siciliano emigrato,nella quale si tratta delle condizioni precarie in cui versavano i minatori negli anni '60 del novecento; di spicco anche "lamento per la morte di Turiddu Carnivali",già interpretata dal cantastorie Ciccio busacca, in cui si espone probabilmente al massimo punto la lotta all'omertà e l'emancipazione dei lavoratori in quanto liberi. Un personaggio che da Buttitta è descritto come uno in mezzo a tanti,come colui che sfidó i potenti e vi restó vittima. Ricordasi Amore e Denaru, I pirati o portella della ginestra.

## Tracce
Lato A
1. Lu trenu di lu suli
2. Amuri e dinaru
3. La scala
4. Lamentu pi la morti di Turiddu Carnivali

Lato B
1. I pirati
2. L'amuri non è ficu
3. Tu non ci sì
4. Portella della ginestra